# Markthof
Markthof (bis 1906 Hof an der March) ist eine Ortschaft in der Marktgemeinde Engelhartstetten im Bezirk Gänserndorf in Niederösterreich.

## Lage
Markthof liegt im äußersten Osten des Marchfeldes bei der Mündung der March in die Donau. Direkt am Ort vorbei verläuft der Marchfeld-Schutzdamm.

## Geschichte
1273 urkundlich als Hof an der March genannt. Urkundlich 1411 und 1639 als Markt genannt. Der Ort erlitt 1683 Ungarnstürme und 1706 Kuruzeneinfälle. Im Jahr 1822 wurde der Ort als Markt mit 58 Häusern genannt, der über eine Pfarre und eine Schule verfügte. Die Herrschaft Hof an der March besaß die Ortsobrigkeit, übte die Landgerichtsbarkeit aus, besorgte die Konskription und hatte die Grundherrschaft inne. Laut Adressbuch von Österreich waren im Jahr 1938 in der Marktgemeinde Markthof ein Fleischer, zwei Gastwirte, zwei Gemischtwarenhändler, eine Milchgenossenschaft, ein Schmied, zwei Schuster und mehrere Landwirte ansässig.
Nach Devínska Nová Ves bestand eine Brücke über die March, welche außer den Pfeilern im Kalten Krieg abgetragen wurde.

## Verbauung
Das Breitstraßendorf hat eine großteils geschlossene eingeschoßige mit traufständige Verbauung und folgt der leichten Krümmung des Stempfelbaches.

## Kultur und Sehenswürdigkeiten

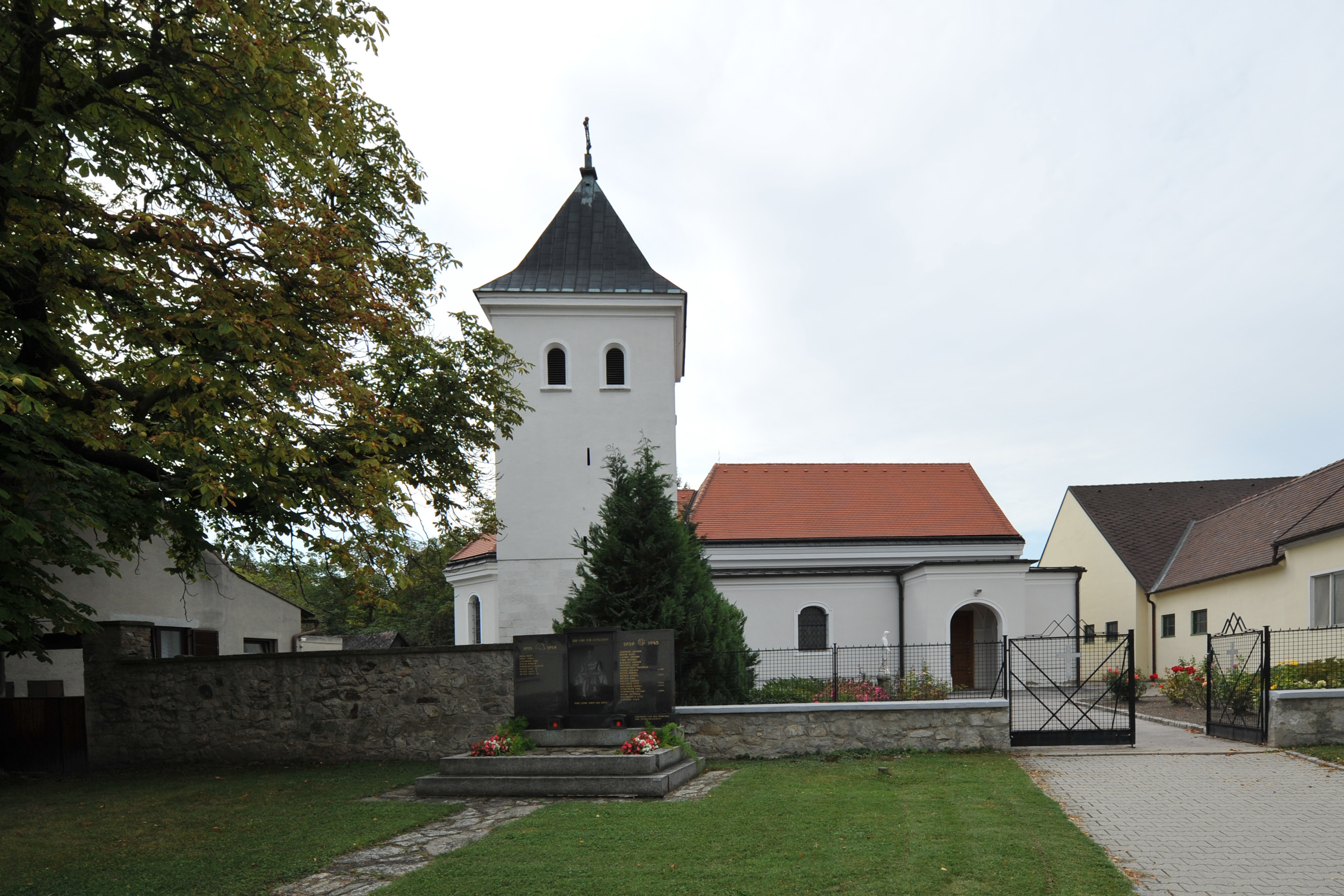
Pfarrkirche Markthof

- Katholische Pfarrkirche Markthof hl. Georg
- Pranger in der Ortsmitte
- Marchdammkapelle: Gedächtniskapelle hl. Florian am Marchdamm weithin sichtbar im Osten des Ortes
- Figur hl. Johannes Nepomuk auf Sockel mit 1722
- Bildstock im Osten des Ortes

## Persönlichkeiten
- Anton Schöpfleuthner (1845–1921), römisch-katholischer Priester